# Ilse Klink
Ilse Klink (nacida el 4 de marzo de 1972) es una actriz y cantante sudafricana. Es principalmente conocida por sus papeles en las series de televisión Isidingo e Inkaba y Arendsvlei.

## Biografía
Klink nació el 4 de marzo de 1972 en Ciudad del Cabo, Sudáfrica. Completó su carrera de drama en la Universidad de Pretoria. Fue la primera persona negra en graduarse de la escuela de teatro de la Universidad de Pretoria.

## Carrera
Comenzó su carrera como actriz en el Consejo de Artes Escénicas del Estado Libre de Orange. En 1999, fue seleccionada para el papel de 'Vanessa Booysens' en la telenovela Isidingo. Con su personaje obteniendo popularidad, continuó en la telenovela hasta 2007 y llegó a ganar un premio Avanti en la categoría mejor actriz de telenovela en 2000. En 2012, interpretó el papel de la directora ejecutiva de Fashion Week 'Miranda Simons' en la telenovela Inkaba de Mzansi Magic.
Mientras tanto, también actuó en varias producciones teatrales como Fiddler on the Roof, Maru, The Fantasticks, Blomtyd is Bloeityd, Slegs vir Almal, Amen Corner, Chicago, Rent y Menopause the Musical. Realizó varios papeles de apoyo a personas mayores en las series de televisión Tussen Duiwels, Molo Fish, Hagenheim Strengat Privaat y Snitch 2.
Además de actuar también se ha desempeñado como cantante, siendo la voz principal de la banda de rock alternativo afrikáans 'Ekstra Dik'. En el cine, actuó en las películas Ellen: The Ellen Pakkies Story, Cold Harbor, Dis ek, Anna y Stroomop. Por su actuación en esta última recibió el Cuerno de Oro a la Mejor Actriz de Reparto en los Premios de Cine y Televisión de Sudáfrica 2019 (SAFTA).
En 2015, dio vida al personaje principal en la serie de televisión Roer Jou Voete como 'Tamara van Niekerk', una profesora de baile. Luego, en 2017, fue invitada a interpretar el papel de 'Adeole' en tres temporadas del drama carcelario Mzansi Magic Lockdown. En 2020, protagonizó la serie Arendsvlei para su tercera temporada encarnado a 'Dortothy Galant'.

## Series de televisión
- 7de Laan como Natasha Kleinhans
- Arendsvlei como Dorothy Galant
- Broken Vowscomo Suzanne
- Diamond City como Abida
- Fynskrif como Evelyn
- iNkaba como Miranda Simons
- Isidingo como Vanessa Booysens
- Lockdown como Adeole
- Roer Jou Voete como Tamara van Niekerk
- Snitch como Dra Conchis
- Ordenado como Ilse Klink